# Puerto Cortés
Puerto Cortés – miasto w północno-zachodnim Hondurasie, położone niedaleko ujścia rzeki Ulúa do Morza Karaibskiego. Pod względem administracyjnym należy do departamentu Cortés, którego stolica San Pedro Sula znajduje się kilkadziesiąt kilometrów dalej w głębi lądu. Według Spisu Powszechnego w 2013 roku liczy 59,7 tys. mieszkańców. 
Miasto zostało założone w 1524 jako Villa de Puerto Caballos. Obecną nazwę nosi od 1869.
Puerto Cortés stanowi główny port morski kraju, przez który wywozi się banany pochodzące z plantacji z całego północno-zachodniego Hondurasu. Ponadto rozwinął się tutaj przemysł rafineryjny, spożywczy oraz skórzany.